# AO Mensae
AO Mensae (AO Men) es una estrella en la constelación de Mensa.
De magnitud aparente +9,99, no es observable a simple vista.
De acuerdo a la nueva reducción de los datos de paralaje de Hipparcos, se encuentra a 126 años luz del sistema solar.
Es miembro de la joven Asociación estelar de Beta Pictoris —que tiene una edad aproximada de 10 millones de años— de la que también forman parte, además de β Pictoris, AU Microscopii, AT Microscopii y PZ Telescopii.
AO Mensae es una enana naranja de tipo espectral K4Ve con una temperatura superficial entre 4377 y 4590 K.
Brilla con una luminosidad equivalente al 20% de la luminosidad solar y su radio es un 20% más pequeño que el radio solar.
Gira sobre sí misma con una velocidad de rotación de 16,4 km/s, siendo su período de rotación de 2,67 días, equivalente a 1/9 del que tiene el Sol.
Tiene una masa de 0,80 masas solares y presenta una abundancia de litio algo superior a la solar (logє[Li] = 1,91).
Es brillante en la región de rayos X, estando incluida entre las cien estrellas más brillantes en dicha región del espectro distantes menos de 50 pársecs del sistema solar.
Catalogada como variable de tipo BY Draconis, su brillo fluctúa entre magnitud +9,96 y +10,18.